# Lauren Barfield
Lauren Barfield est une joueuse de volley-ball américaine née le 15 mars 1990 à Tacoma (Washington). Elle mesure 1,96 m et joue au poste de centrale.

## Clubs
| Club                     | De        | À         |
| ------------------------ | --------- | --------- |
| University of Washington | 2008-2009 | 2010-2011 |
| ASKÖ Linz-Steg           | 2012-2013 | 2012-2013 |
| LTS Legionovia Legionowo | 2013-2014 | 2013-2014 |
| Köpenicker SC            | 2014-2015 | 2015-2016 |
| Schweriner SC            | 2016-2017 | ...       |

## Palmarès
- Coupe d'Allemagne
  - Finaliste : 2017.